# آشفتگی (زمین‌شناسی)
در زمین‌شناسی، آشفتگی (به انگلیسی: Disturbance) یک منطقه خطی از لایه‌های سنگی آشفته‌است که کیلومترها در سراسر کشور امتداد دارد که ترکیبی از چین‌خوردگی و گسل را شامل می‌شود. سازمان زمین‌شناسی بریتانیا چندین ویژگی مشابه را در ولز جنوبی ثبت کرده‌است، از جمله آشفتگی Neath , آشفتگی Pontyclerc، آشفتگی Carreg Cennen و آشفتگی Cribarth، که مورد اخیر گاهی (حداقل تا اندازه‌ای) به نام دره تاو یا آشفتگی دره سوانسی نیز شناخته می‌شود.